# Завражин, Константин Юрьевич
Константин Юрьевич Завражин (род. 8 мая 1972) — российский журналист и фоторепортер.

## Профессиональные награды

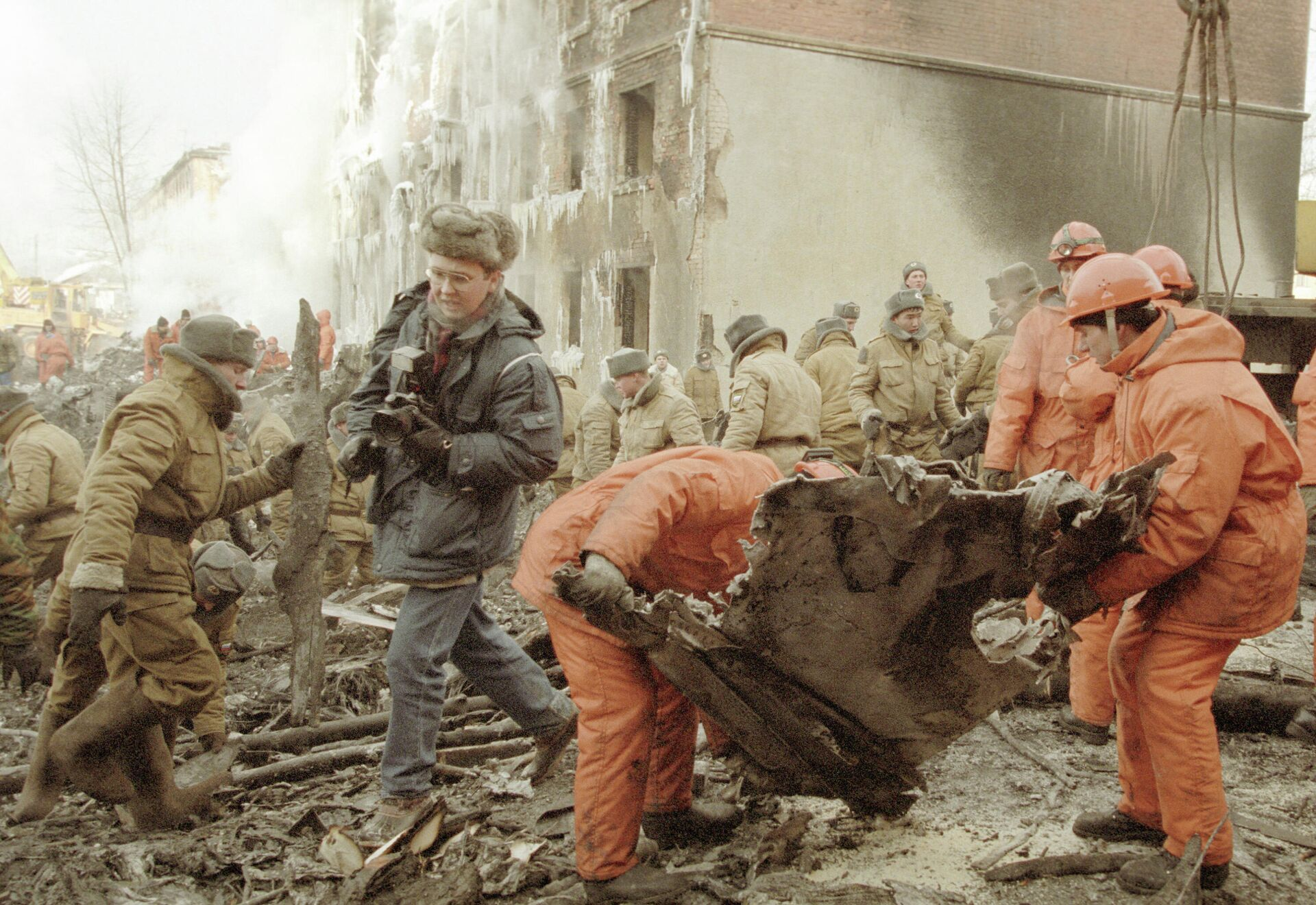
На месте авиакатастрофы АН-124 в Иркутске в 1997 году

Трёхкратный призёр конкурса «ПрессФотоРоссии» 2001 (за фотографии катастрофы военно-транспортного вертолета в Дагестане, портрет президента Владимира Путина и снимок с места взрыва на Пушкинской площади в Москве), лауреат XIV фестиваля фото и видеожурналистики в г. Анжер, Франция 2001 за репортаж о террористическом акте в Москве, а также конкурса «Best of Russia» 2009 (Москва).
В 2010 году — лауреат премии Фонда развития фотожурналистики.
В 2012 году был в числе лауреатов конкурса «Топ 100 Фото России». В 2013 году стал одним из лауреатов конкурса Best of Russia
В 2014 году награждён Award of Exellence на международном конкурсе пресс-фотографии в Китае China Press Photo. В том же году был в числе победителей первой открытой национальной фотопремии «Лучший фотограф 2014» в Москве.
В 2018 году награждён Award of Exellence на конкурсе Picture of the Year International POYi в США.

## Награды
- Медаль ордена «За заслуги перед Отечеством» II степени (14 июня 2022 года) — за вклад в развитие средств массовой информации и многолетнюю добросовестную работу[9].
- Благодарность президента Российской Федерации (2 ноября 2010 года) — За заслуги в области печати и многолетнюю плодотворную работу[10].

## Отзывы
Председатель правительства РФ Михаил Мишустин в поздравительной телеграмме коллективу редакции газеты «Известия» в марте 2022 года отметил:
Знаменитое издание всегда сотрудничало с талантливыми писателями, публицистами, журналистами, фотографами. В «Известиях» печатались произведения Владимира Маяковского, Александра Твардовского и Константина Симонова. Уникальную фотохронику создавали Дмитрий Дебабов, Владислав Микоша, Георгий Зельма, Дмитрий Бальтерманц, Павел Трошкин, Сергей Смирнов, Константин Завражин